# Leucodontales
Leucodontales, nekadašnji red pravih mahovina s oko 950 vrsta u osam porodica. Opisan je 1986. godine W.R. Buck & Vitt. Ime je došlo po rodu Leucodon. Sinonim je za red Hypnales.
Porodice uključivane u ovaj red bile su:
1. Climaciaceae Kindb.
2. Cryphaeaceae Schimp.
3. Hedwigiaceae Schimp.
4. Leptodontaceae Schimp.
5. Leucodontaceae Schimp.
6. Meteoriaceae Kindb.
7. Neckeraceae Schimp.
8. Pterobryaceae Kindb.